# National Inventory of the Cultural Property of the Maltese Islands
National Inventory of the Cultural Property of the Maltese Islands (NICPMI) (pol. Narodowy Rejestr Dóbr Kulturowych Wysp Maltańskich) – rejestr dziedzictwa grupujący zabytki kulturowe na Malcie. Spis obejmuje nieruchomości, stanowiska archeologiczne, fortyfikacje, budynki religijne, pomniki i inne budynki historyczne.
Spis został ustanowiony 16 grudnia 2011 roku na podstawie art. 7(5)(a) Cultural Heritage Act, 2002:

(5) Obowiązkiem Nadzoru powinno być:

(a) założenie, aktualizacja, zarządzanie i, w stosownych przypadkach, publikowanie lub zapewnienie zestawienia, krajowego wykazu dóbr kulturowych, należących:

(I) do państwa lub instytucji państwowych,

(II) do Kościoła katolickiego i innych wyznań religijnych,

(III) do fundacji utworzonych na tych wyspach,

(IV) do osób fizycznych i prawnych, gdy dobro kulturowe zostało wykonane jako publicznie dostępne lub gdy osoby te wyraziły zgodę na taki cel;

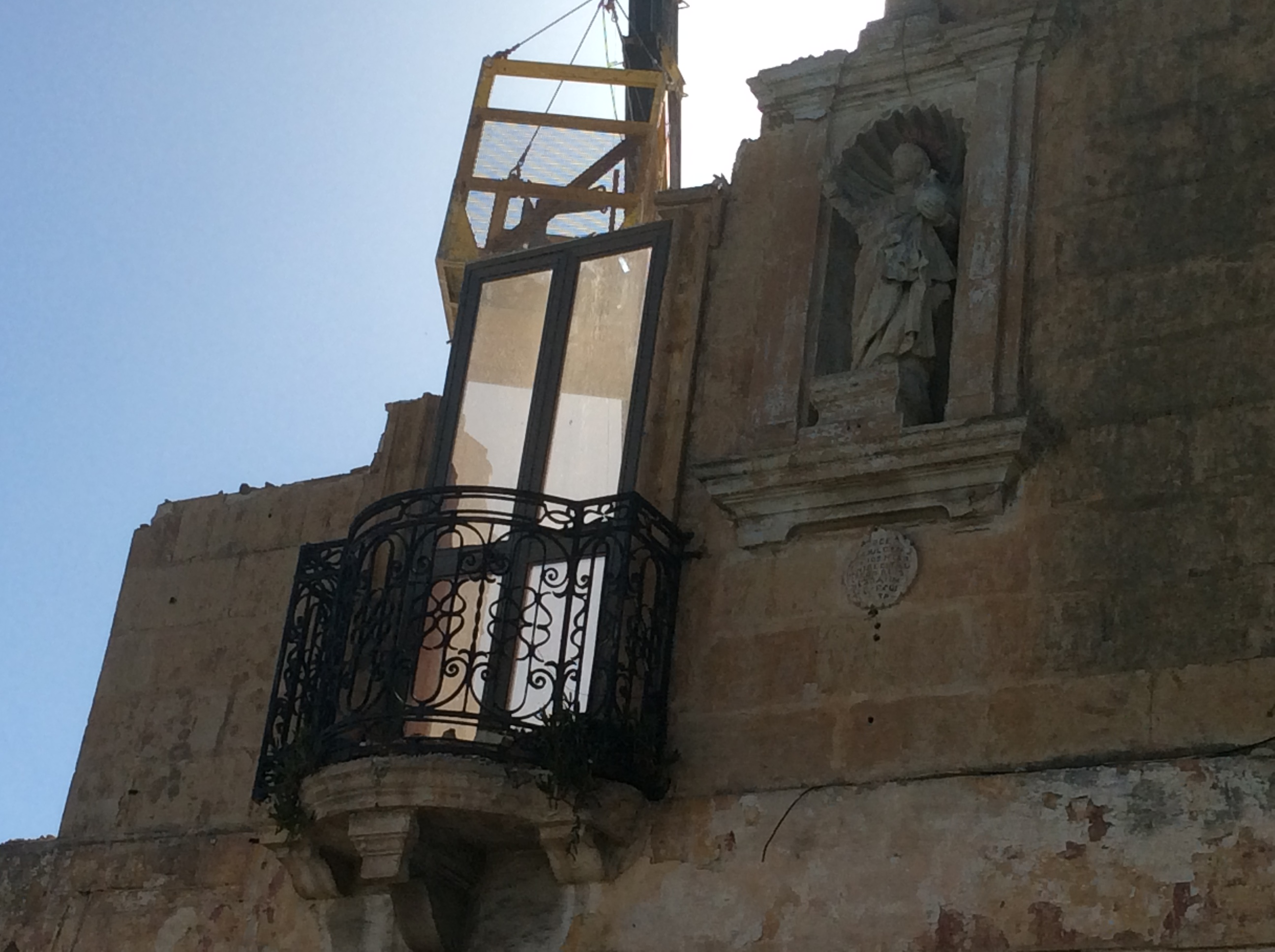
Nisza Chrystusa Króla w Qormi, umieszczona na liście NICPMI, została zburzona w 2017 roku

Miejsca i budynki wymienione w wykazie niekoniecznie są chronione. Na przykład budynek, który zawierał niszę z figurą Chrystusa Króla w Qormi, który był wymieniony na NICPMI pod numerem 00475, został zburzony w 2017 roku.